# 楊傳書
楊傳書（?—?），安徽省安慶府太湖縣人，清朝政治人物、進士出身。
光緒九年（1883年），参加癸未科殿試，登進士二甲110名。同年五月，著以主事分部学习。